# شمة (غيزانية)
شمة (بالفارسية: شمه) هي قرية تقع في إيران في قسم غيزانية الريفي. يقدر عدد سكانها بـ 119 نسمة بحسب إحصاء 2016.